# Eremophila decipiens
Eremophila decipiens är en flenörtsväxtart. Eremophila decipiens ingår i släktet Eremophila och familjen flenörtsväxter.

## Underarter
Arten delas in i följande underarter:
- E. d. decipiens
- E. d. linearifolia